# 에릭 리건
에릭 리건(영어: Eric Regan, 1988년 5월 20일~)은 캐나다 출신의 대한민국의 아이스하키 선수이다.

## 소속팀

### 청소년 클럽
- 이리 오터스(2004-2005)
- 오샤와 제너럴스(2005-2008)

### 프로 클럽
- 아이오와 스타스(2008-2009)
- 베이커즈필드 콘더스(2009-2010)
- 엘마이라 자칼스(2010-2011)
- 하노버 스콜피언스(2011-2013)
- 닛폰제지 크레인스(2013-2014)
- 하이원(2014-2015)
- 안양 한라(2015-2021)